# ماتیاس آراس
 ماتیاس آراس (انگلیسی: Matthias of Arras؛ ۱۲۹۰ – ۱۳۵۲) یک معمار، مجسمه‌ساز، و بنا اهل فرانسه بود.